# Generador termoeléctrico de radioisótopos multimisión
El generador termoeléctrico de radioisótopos para múltiples misiones (MMRTG)  es un tipo de generador termoeléctrico de radioisótopos desarrollado para misiones espaciales de la NASA como el Mars Science Laboratory (MSL), bajo la jurisdicción de la Oficina de Sistemas Espaciales y de Defensa del Departamento de Energía de los Estados Unidos dentro de la Oficina de Energía Nuclear. El MMRTG fue desarrollado por un equipo de la industria de Aerojet Rocketdyne y Teledyne Energy Systems.

## Fondo

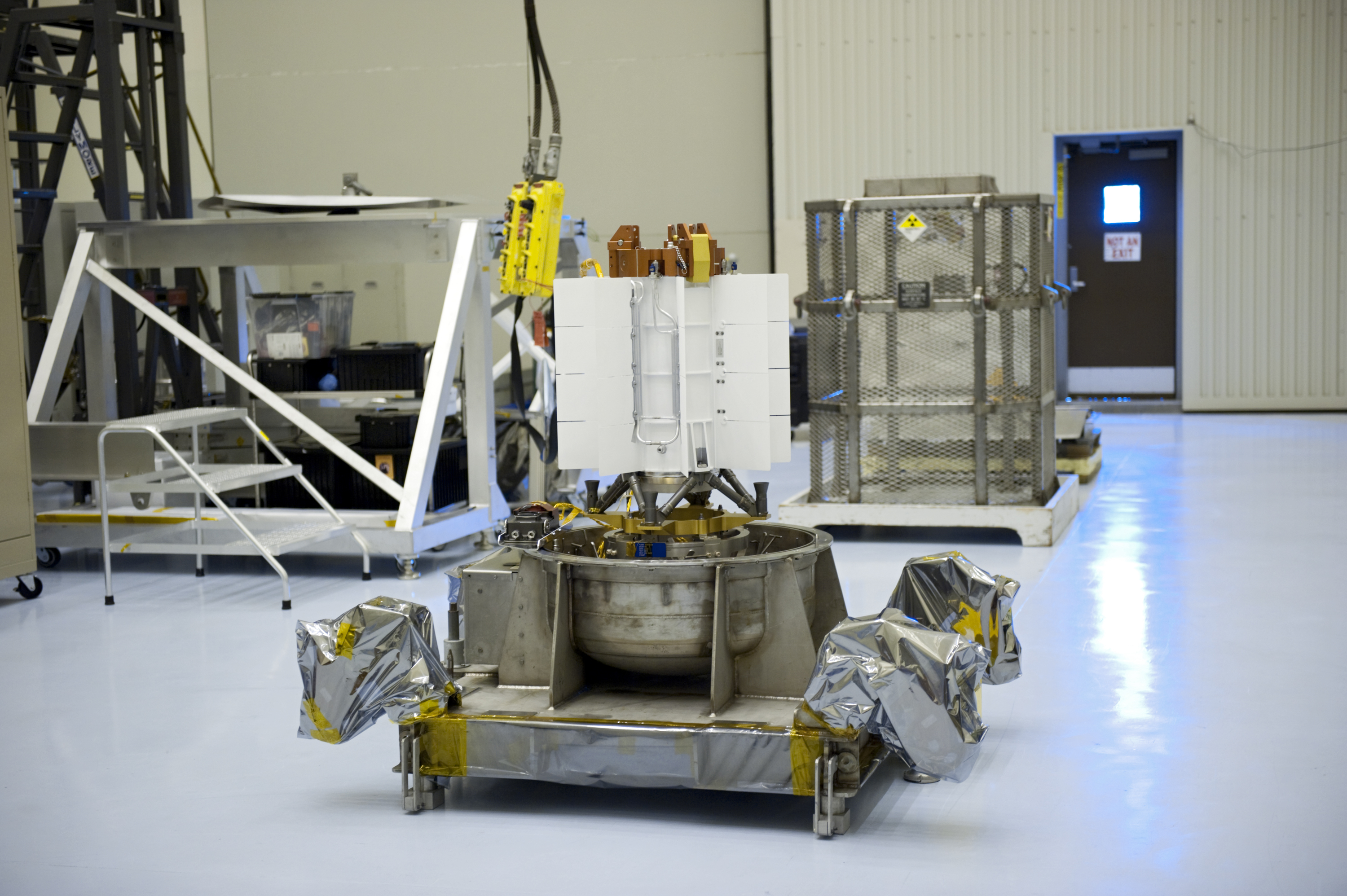
MMRTG del MSL

Las misiones de exploración espacial requieren sistemas de energía seguros, confiables y duraderos para proporcionar electricidad y calor a las naves espaciales y sus instrumentos científicos. Una fuente de energía con capacidad única es el generador termoeléctrico de radioisótopos (RTG), esencialmente una batería nuclear que convierte de manera confiable el calor en electricidad. El poder de radioisótopos se ha utilizado en ocho misiones orbitales de la Tierra, ocho misiones que viajan a cada uno de los planetas exteriores, así como a cada una de las misiones de Apolo después de la 11 a la luna de la Tierra. Algunas de las misiones externas del Sistema Solar son las misiones Pioneer, Voyager, Ulysses, Galileo, Cassini-Huygens y New Horizons. Los RTG en Voyager 1 y Voyager 2 han estado operando desde 1977. De manera similar, las Unidades de calor de radioisótopos (RHU) se usaron para proporcionar calor a los componentes críticos del Apolo 11, así como a las dos primeras generaciones de vehículos de Marte. En total, en las últimas cuatro décadas, los Estados Unidos han lanzado 26 misiones y 45 RTG.

## Función
Los RTG convierten el calor de la descomposición natural de un radioisótopo en electricidad. La fuente de calor del MMRTG es plutonio-238 dióxido. Las parejas termoeléctricas de estado sólido convierten el calor en electricidad. A diferencia de los paneles solares, los RTG no dependen del Sol, por lo que pueden usarse para misiones en el espacio profundo.